# Madde, Pavagada
Madde là một làng thuộc tehsil Pavagada, huyện Tumkur, bang Karnataka, Ấn Độ.